# Hemiechinus collaris
El erizo orejudo de la India (Hemiechinus collaris) es una especie de mamífero erinaceomorfo de la familia Erinaceidae. Es un erizo relativamente pequeño (~17 cm, 200-500 gramos)  originario de la India y Pakistán. Debido a sus orejas tan grandes, antiguamente se le consideraba una subespecie del erizo orejudo.
El erizo orejudo de la India es notable por su ritual nupcial bastante complejo, que implica que el macho baile alrededor de las hembras durante unos días antes de aparearse.